# 国际饭店
国际饭店（英語：Park Hotel）位于中华人民共和国上海市黄浦区人民广场附近南京西路北侧与黄河路西侧的转角处，建成于1934年，是上海的一座著名老饭店，為上海滩於1930年代至1940年代的地标之一，也是上海城市平面坐标系的原点所在地。自该饭店建成以来，建筑内部的装潢经过多次更改，所有权也曾有更换。2006年5月25日，国际饭店被公布为全国重点文物保护单位。

## 历史

### 近代

#### 建造
1930年5月，四行储蓄会（大陆、盐业、中南、金城等4家银行）以45万两白银购进位于上海市中心跑马厅对面的派克路上二亩七分多的一块地皮。由于当时在上海市中心投资房地产已经成为热门，经过商讨后，四行储蓄会决定在这块地皮上建造办公楼，而且要建成亚洲第一高楼，以展示四行储蓄会雄厚的经济实力，从而吸引更多人投资。这栋建筑由匈牙利籍建筑师拉迪斯劳斯·爱德华·邬达克负责建筑设计，其弟弟琪琪·邬达克也参与了是次设计。在设计时，邬达克向四行储蓄会建议将公寓改为大饭店，时任美商信通汽车公司远东地区推销部经理的吴寿联也认为造一幢豪华饭店更赚钱。最终，四行储蓄会同意将公寓改为饭店。
早在建筑完成设计前的1931年5月，该建筑就开始进行基础建设，由丹麦康益洋行承包。桩基完成后，又由洽兴营造厂负责建造两层地下室。1932年6月，四行储蓄会开展建筑地上部分的招标工作。当时共有七家建筑公司投标，最终馥记营造厂因施工质量可靠，经验丰富且对项目颇有诚意而中标。1932年8月，建筑地上部分开工。1933年土建完成:109，1934年6月竣工，并正式对外营业。因为该楼是由四行储蓄会投资兴建的，所以也被称为四行储蓄会大楼。建成之后，这栋楼超越了沙逊大厦，成为上海第一高楼，也成为了全国以及全亞洲的第一高楼，一时号称为“远东第一楼”，由于施工方为华商，时人也称之为“争气楼”。整栋建筑施工共计花费800万两白银，其中建筑施工费就高达300万两。

#### 营业
该大楼建成后原本打算部分出租，其中第二层至第十三层计划改作写字楼，第十四层以上为公寓，后来因为没能出租，于是就改为自己办酒店，也就是国际大饭店或国际饭店。最初其英文名称与中文名称相同，后采纳一位外国经理的建议，将饭店英文名定为“Park Hotel”，直译为花园酒店，因其当时门前的路为派克路。饭店开业时，饭店内的楼下正厅为四行储蓄会西区分行的营业场所，第一层和第二层之间的夹层被租给了中兴轮船公司、中兴煤矿公司、光艺照相馆，第二层为客房客人用餐的餐厅，第三层一部分供客房客人会客，另一部分供应茶点，第四层至第十三层为客房，第十四层为对外营业的餐厅，第十五层至第十九层的客房安排常住客人:153，第二十层和第二十一层为设备用房；第二十二层被用作作租界火警瞭望台，楼顶还设有一个花园，地下室内设有保险库。大楼设豪华套房6间，高级套房20间，单人房和双人房共174间。抗日战争时期，饭店受日本方面影响，饭店的部分店面被其他公司承包。其中第二层被上海新新公司承包，并以“孔雀厅”的名义对外营业，供应广东菜；第三层由乔家栅供应面点；第十四层由义生公司承包，开办“摩天厅”供应西餐。抗日战争结束后，这些合作也随即终止:153。国际饭店建成后，在很长的时间内的年收入都处于亏损的状态，直到抗日战争胜利后才开始有所盈余。

### 现代

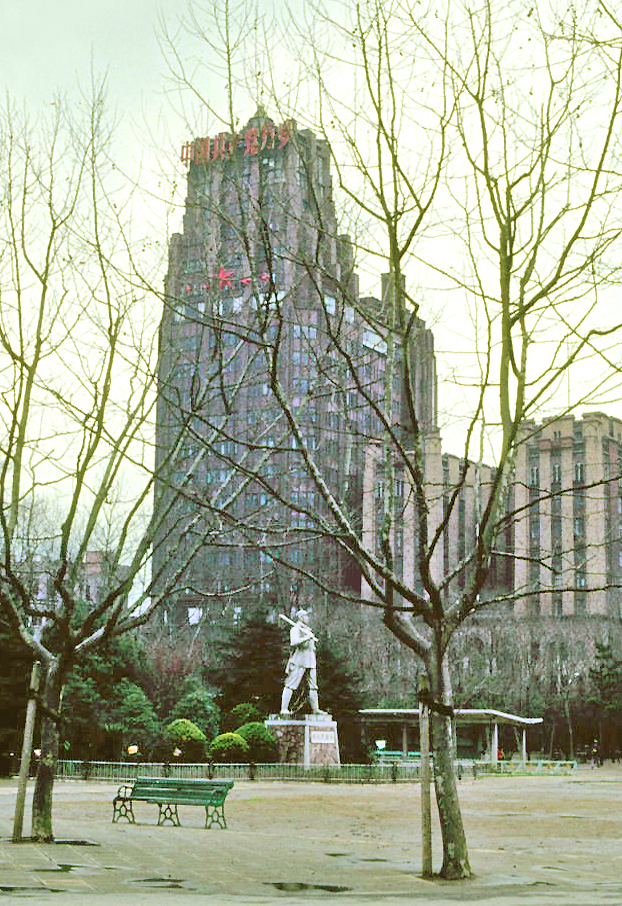
1978年的國際飯店

中华人民共和国成立后，国际饭店隶属于锦江（集团）有限公司。1950年11月上海市地政局对全市进行测量，测量以国际饭店楼顶中心旗杆为原点，由此确立了上海城市平面坐标系。文化大革命期间，国际饭店200多个客房及礼堂、客厅、休息室全部挂上毛泽东主席像，四周张贴“语录”。当时从北京来到上海“红卫兵”在国际饭店的大门上贴出“老子英雄儿好汉，老子反动儿混蛋”的对联，横联是“基本如此”；国际饭店也一度被改名为“亚非拉饭店”。1989年9月25日，四行储蓄会大楼被公布为第五批上海市文物保护单位暨第一批上海市优秀历史建筑。2006年5月25日，国际饭店被国务院公布为第六批全国重点文物保护单位。

## 结构
国际饭店位于南京西路170号，南京西路与黄河路的交叉口。该大厦占地1179平方米，建筑面积15650平方米，24层（其中地下2层，地面以上22层），标高83.8米，总重3300万磅。内设客房208间（套）、中西餐厅、宴会厅、丰泽楼、孔雀厅、四季厅，供应京菜和法式西餐。建筑外形仿早期美国摩天楼形式（尤其是美國散熱器大廈），带有明显的装饰艺术特征，采用直线条手法，从第十五层以上四面逐层收进呈阶梯状。建筑下部外墙镶砌黑色花岗岩，上部镶砌棕色面砖，另外分别在2层、3层、14层间以巨型园角玻璃镶贴，边框以钢制成。内部门厅地坪用山东玉沸石铺砌，大厅柱子和墙面全用国产黄色或绿色大理石。
建筑的桩基采用圆木美松，总长115英尺，由分别长75英尺和40英尺的两段木桩通过钢箍连接而成。每段木桩又是以五根圆木捆绑而成，俗称“梅花桩”。每处木桩之下再打钢筋混凝土桩，长约5英尺。这样合理的基础设计使得国际饭店成为上海高层建筑中沉降最小的建筑。建筑采用钢框架结构，所用钢材是璜铜钢，由西门子华行提供，生产自万尼林钢厂。其工字形柱头中间填空心砖以减轻重量。建筑楼面采用钢筋混凝土结构，承重墙采用水泥和三和土。内部隔墙全用汽泥砖铺砌，外贴甘蔗板以隔绝音浪，再涂以蔴丝灰和石膏。营业厅层高为7米（夹层为3.8米），2层餐厅为4.78～5.23米，其余标准层客房为3.40米。平顶施工精致，花样繁复，部分平顶是钢丝网花平顶。建筑在设计时还充分考虑了风对建筑安全性的影响：由于建筑较高，在极端情形下所受风力是其自身重力的三倍。
每层楼设有消防龙头，每层平顶装有自动灭火喷水头，这些喷水头会在房间内着火或室内气温高于49℃时自动喷水。除自来水供水系统外，还有深达224米的自流井装置。此外，大楼当中还配备有冷气设备。在垂直运输上有专供旅客用的高速电梯3部，职工电梯1部，设计速度为每分钟300英尺的货运电梯3部，均由奥汀斯公司生产。

## 开发与保护

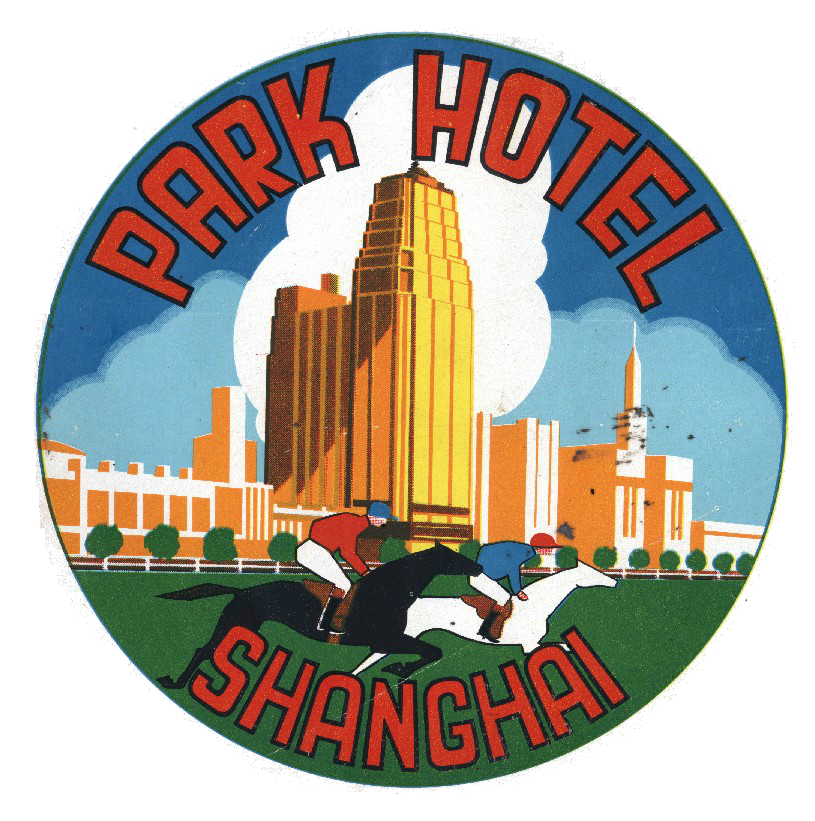
1930年代的國際飯店杯墊

1996年，国际饭店重新装修，为四星级饭店。重新装修后的国际饭店配备有客房共217间，其中标房168间、套房30间、单人房19间。供应中西菜肴的“国际廊”、“丰泽楼”、“顺风厅”、“孔雀厅”、“云楼”等5个不同风格的餐厅即为此时所建。此外，酒店拥有一个大会议厅和“摩天厅”、“银河厅”等3个小会议室。此外，饭店还有中自选商场、美容中心、迪斯科舞厅等设施。2001年，犹太裔美国建筑师克利斯托弗·乔将国际饭店的底楼大厅恢复回了初建时“艺术装饰派”的风格。2005年，国际饭店投资9000多万元进行改造，彻底恢复了原有装潢风格。
国际饭店是上海为数不多主打京帮菜的饭店。其北京传统点心銀絲卷，还曾获评为上海市非物质文化遗产。而自国际饭店开业以来一直有售的蝴蝶酥被列为“上海特色旅游产品”。

## 相关事件
1935年2月18日，京剧艺术大师梅兰芳、电影明星胡蝶前往苏联，苏联驻华大使馆代办、国民党要人，以及外交界、影剧界、金融界人士在二楼举行盛大的欢送会。同年，中美长途电话通话典礼在国际饭店举行，宋美龄出席，并在十五楼的套房里发表谈话。1936年，查理·卓别林访问上海，梅兰芳和胡蝶也在国际饭店设宴款待。抗日战争前，第十五层曾被一名四川军阀租用，用以军火贩运鸦片:156。抗日战争期间，第十六层成为了日本和德国的间谍机构的活动场所。1942年，演员英茵在国际饭店708房间内吞服大量鸦片自杀。1947年，由于电梯门出现故障，电影演员白璐在电梯间坠亡。1948年，孙科等人为竞选国民政府副总统租用了第十四层:156。1949年前，宋美龄、张学良、陈纳德等都是饭店的常客。1949年，时任上海市市长的陈毅曾在这里接见中国人民解放军团級部隊以上指挥员。美国前国务卿亨利·基辛格在中国期间也经常下榻该饭店。

## 屋頂標語
抗日戰爭勝利後至1946年，國際飯店屋頂曾裝有四字。1947年後至上海解放之間，國際飯店屋頂曾裝有四字。1947年5月時，四字中的「義」字上半部分故障，只剩下面的「我」的部分仍在夜晚點亮，被諷為「無義只剩我」。至九月，「廉」字亦故障:237:84。文化大革命期間，國際飯店屋頂裝有「毛主席萬歲」五字。改革開放後的1980年代，國際飯店裝有日本企業東芝的廣告。

## 图片集

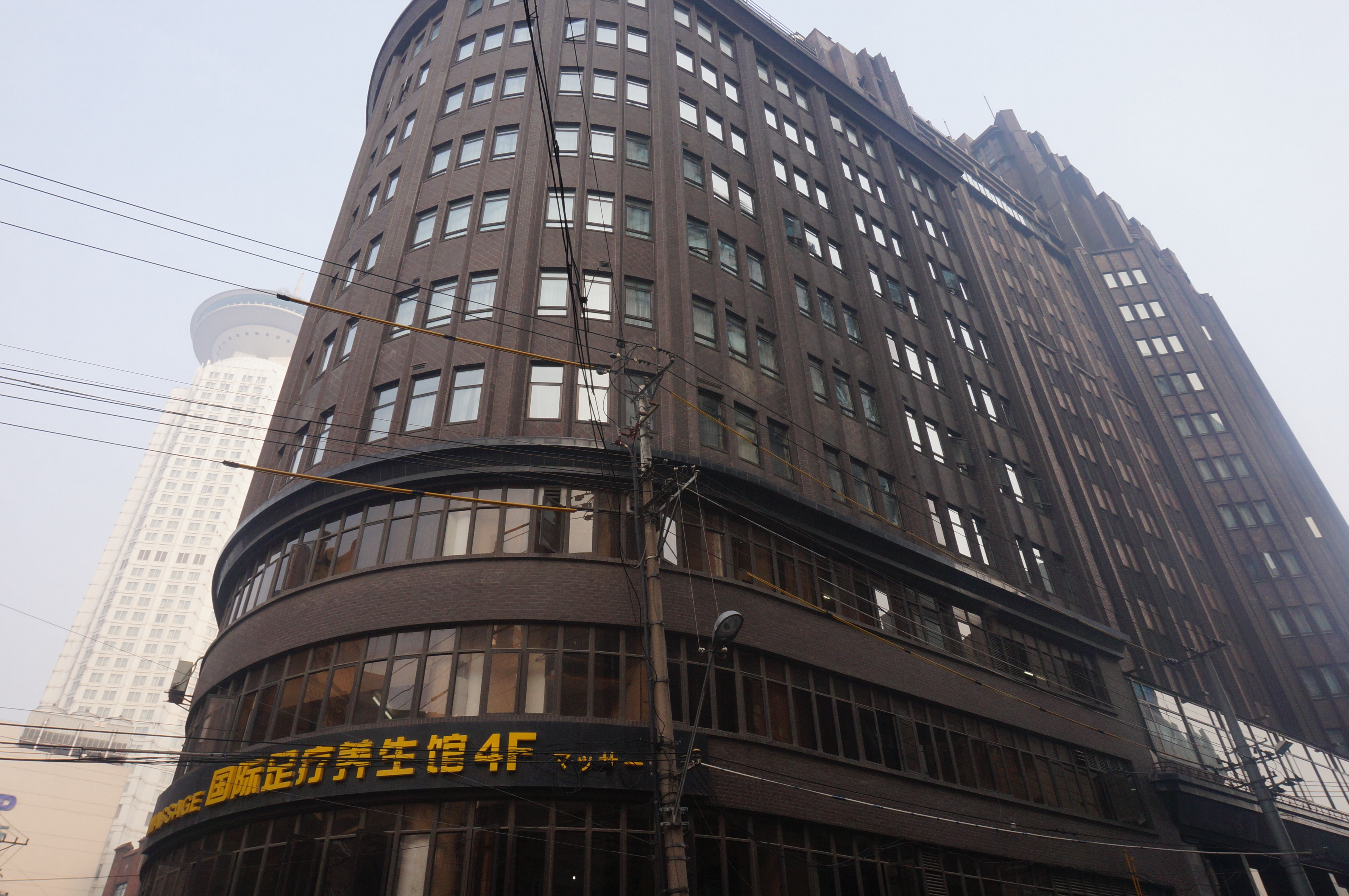
酒店背部
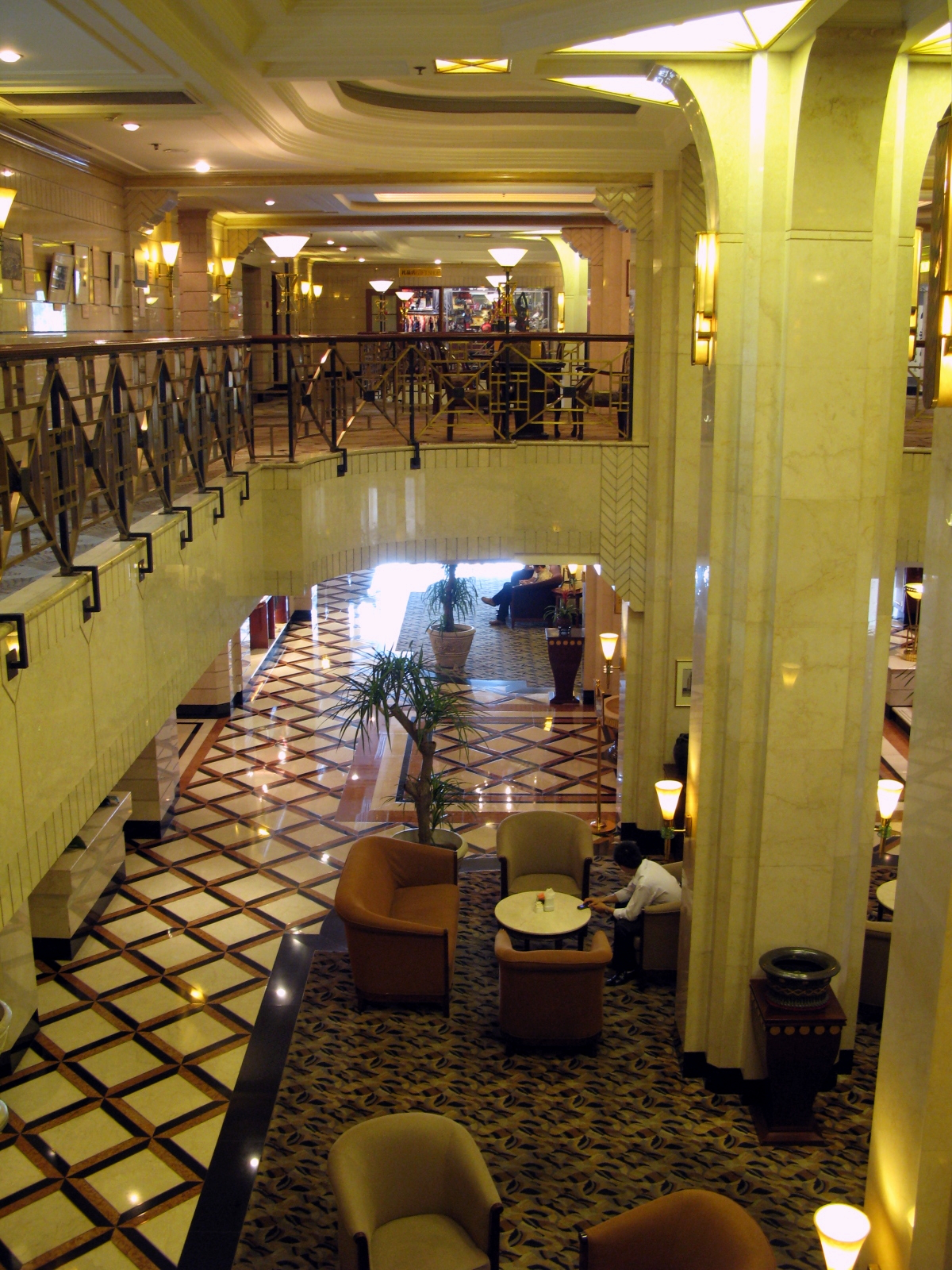
酒店大堂
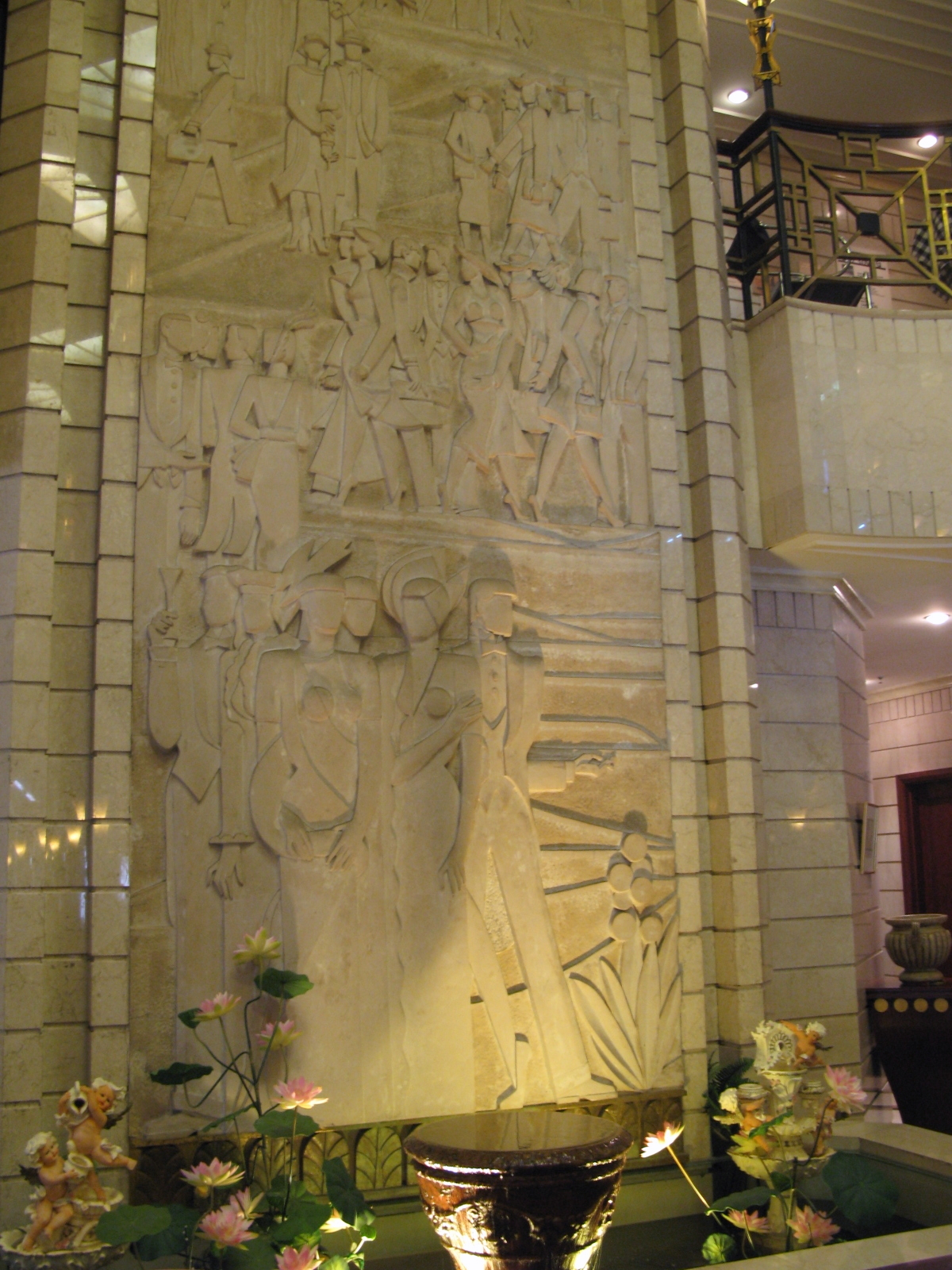
大堂石刻
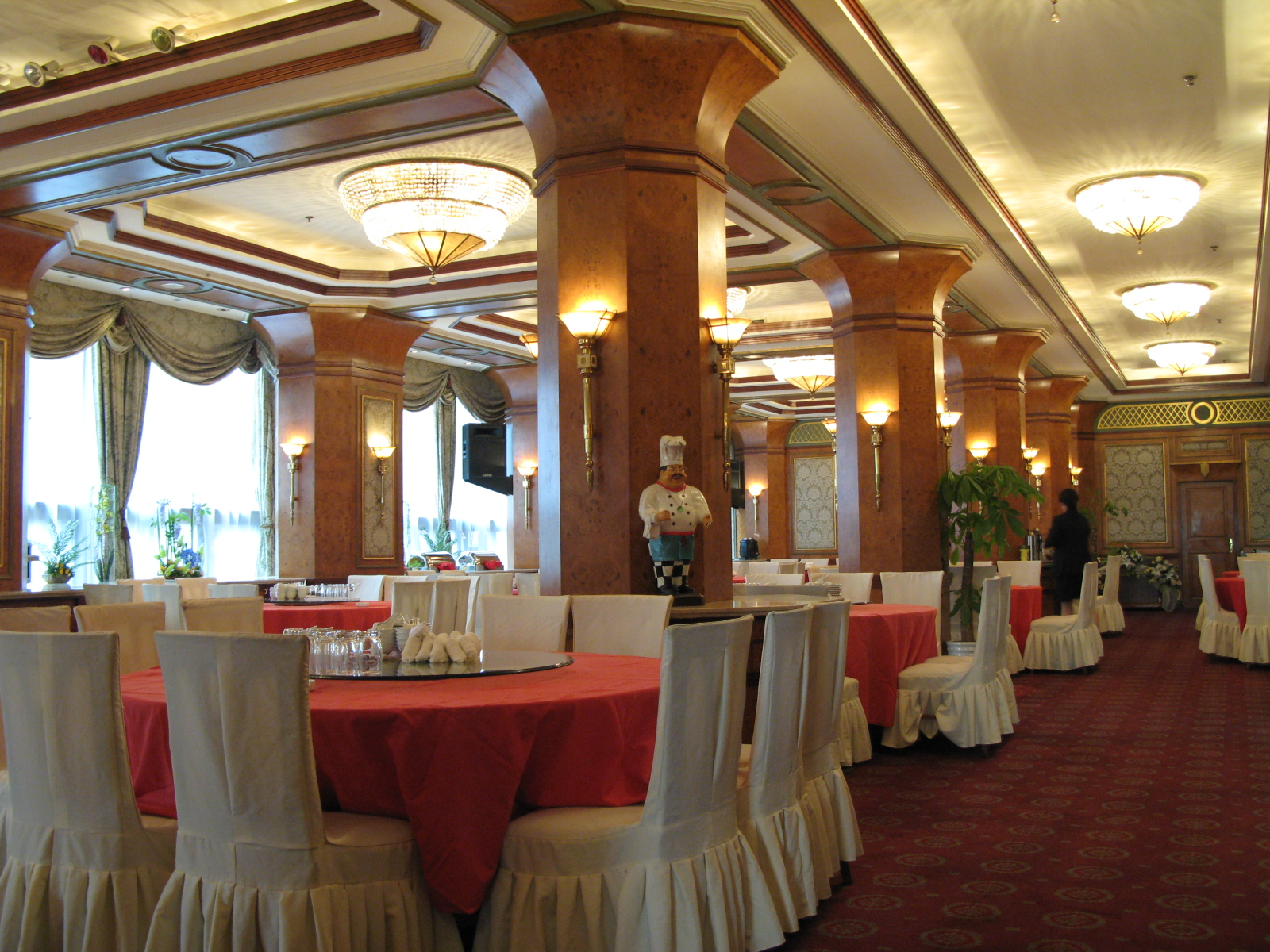
酒店宴會廳
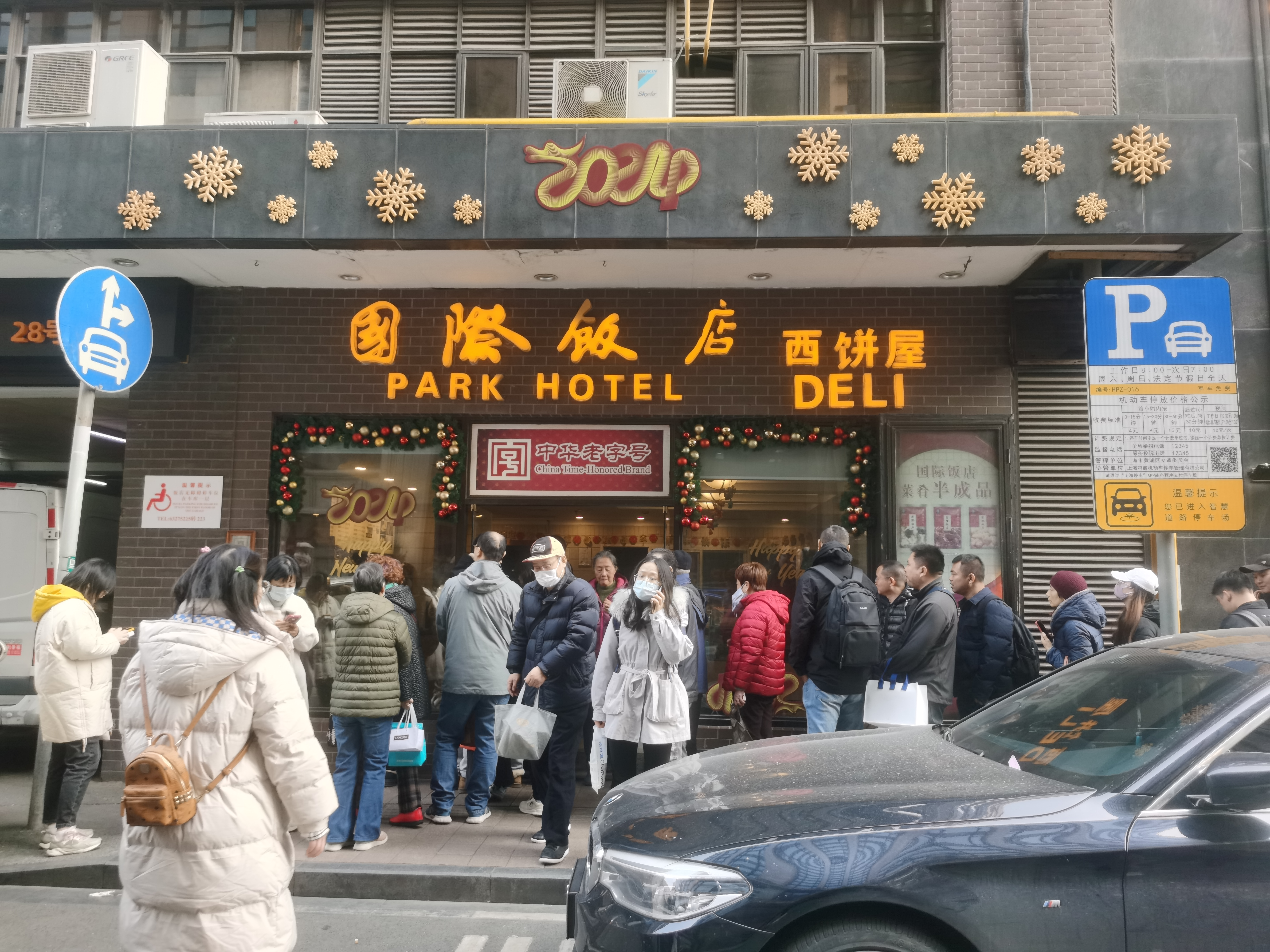
西饼屋门前等候购买蝴蝶酥的人群